# Ponç de Vilamur

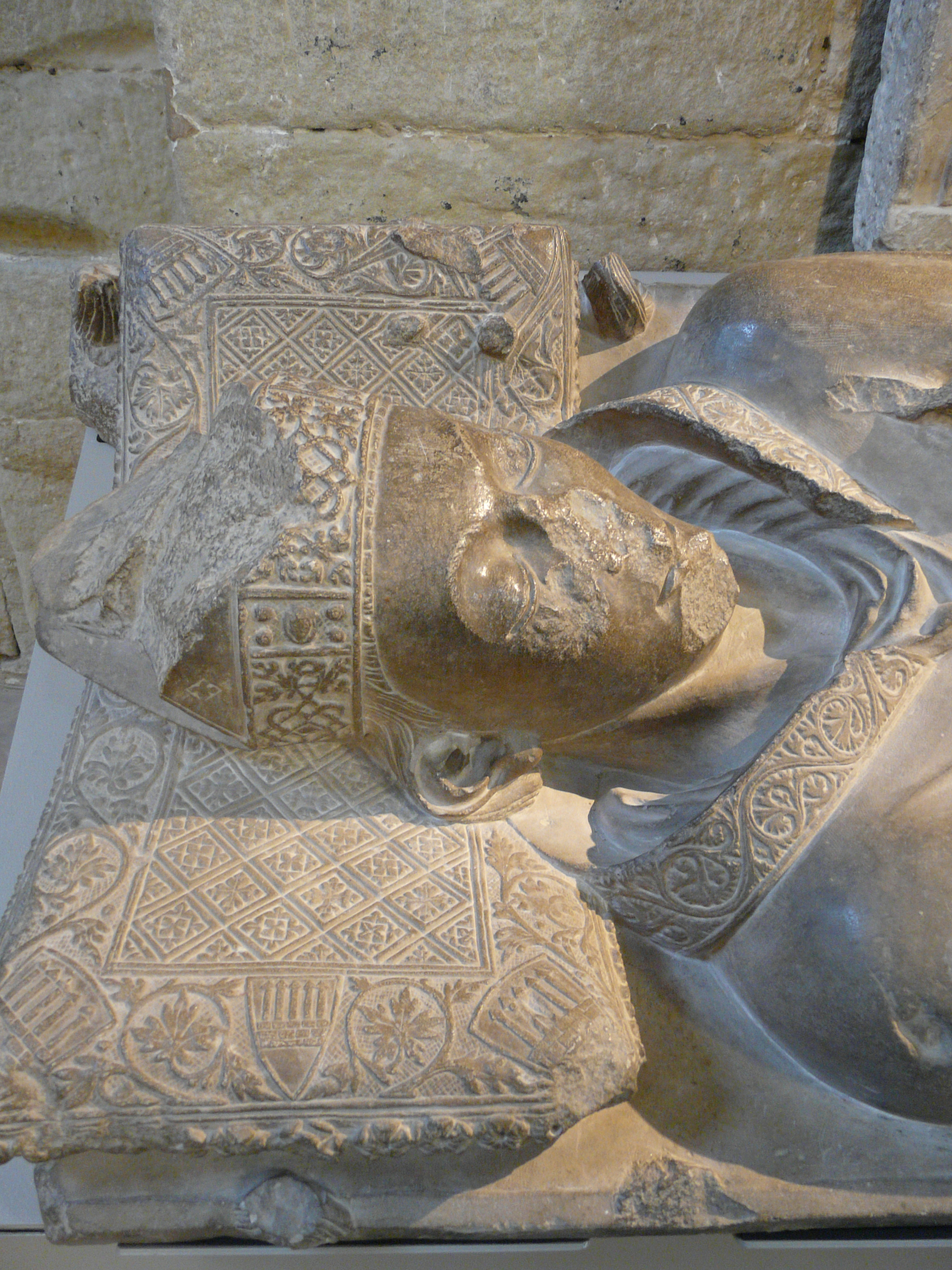
Grabplastik des Ponç de Vilamur in der Alten Kathedrale von Lleida

Ponç de Vilamur (* um 1196; † um 1257) war ein spanischer Geistlicher.
Sein Vater war Pere IV. de Vilamur, und seine Onkel waren Bernat de Vilamur, Bischof von Urgell, und Berenguer de Erill, Bischof von Lleida. Durch den Einfluss seiner Onkel war er Kanoniker (ab 1202), Sakristan von Lleida (1212–1226) und Archidiakon von Tremp. 1230 wurde er zum Bischof von Urgell ernannt. Er war ein Gegner der Katharer. Während seiner Bischofszeit stand er Roger IV. de Foix gegenüber.